# Demansia simplex
Demansia simplex là một loài rắn trong họ Rắn hổ. Loài này được Storr mô tả khoa học đầu tiên năm 1978.